# Portugal Digital Songs
De Portugal Digital Songs is een hitlijst die gepubliceerd wordt door Billboard. De lijst omvat statistieken van verkoopcijfers van singles die populair zijn in Portugal. De gegevens zijn gebaseerd op verkoopcijfers, die samengesteld zijn door Nielsen SoundScan.
De lijst werd opgericht op 3 november 2007.